# استیشا
استیشا (به سوئدی: Styrsö) یک منطقهٔ مسکونی در سوئد است که در بخش یوتبری واقع شده‌است. استیشا ۱٫۵۸ کیلومتر مربع مساحت و ۱٬۳۰۴ نفر جمعیت دارد.